# Xã Bartlett, Quận Ramsey, Bắc Dakota
Xã Bartlett (tiếng Anh: Bartlett Township) là một xã thuộc quận Ramsey, tiểu bang Bắc Dakota, Hoa Kỳ. Năm 2010, dân số của xã này là 71 người.